# Eilema rondoni
Eilema rondoni là một loài bướm đêm thuộc phân họ Arctiinae, họ Erebidae.